# Súdánská válka
Súdánská válka je označení pro probíhající válečný konflikt mezi súdánskou armádou pod vedením generála Abdela Fattaha al-Burhana a Jednotkami rychlé podpory, které vede generál Muhammad Hamdan Dagalo, známý pod jménem Hemedti. Konflikt mezi těmito ozbrojenými složkami Súdánu vypukl 15. dubna 2023 během oslav Ramadánu. Boje započaly v hlavním městě Chartúmu a v regionu Dárfúru. Do ledna 2024 si konflikt vyžádal kolem 13 000 až 15 000 životů a až 33 000 zraněných, přičemž jejich počet stále roste. K únoru 2025 bylo nuceno opustit své domovy 8,8 milionu obyvatel a dalších více než 3,5 milionu uprchlo do okolních zemí. V listopadu 2024 publikoval britský výzkumný tým, že jen v regionu kolem hlavního města Chartúmu do té doby v souvislosti s válkou zemřelo nejméně 61 tisíc lidí (většina na nemoci a podvýživu). V regionu Dárfúru se Jednotky rychlé podpory dopouští rozsáhlého masakru na etniku Masalitů.
Boje vypukly poté, co Jednotky rychlé podpory vedly koordinovaný útok na státní cíle. Následovaly bitvy o největší města Chartúm a Omdurmán. Vláda Súdánu byla během bojů eskortována do přístavního města Port Sudan u Rudého moře. V květnu 2023 byla na mezinárodní úrovni vyjednána dohoda o příměří z Džiddy v Saúdské Arábii. Ta měla zaručit týdenní příměří pro distribuci humanitární pomoci, nicméně již druhý den byla porušena. Během následujících měsíců došlo k patové situaci a pokračování bojů. K oběma stranám se přidaly dřívější skupiny rebelů. Dvě skupiny ze Súdánského hnutí za osvobození, které vedli Minni Minnawi a Mustafa Tambour, se připojily k súdánské armádě. Tuto stranu si vybralo také Hnutí za spravedlnost a rovnost (JEM). Naopak hnutí Tamazuj se připojilo k Jednotkám rychlé podpory. Vedle toho jednotky frakce Súdánského lidově osvobozeneckého hnutí pod vedením Abdelaziza al-Hila zaútočily na súdánskou armádu. Postupně jednu ze stran podpořily i jiné státy, které jim zajišťovaly dodávky zbraní a surovin.
Několik mezinárodních organizací v květnu 2024 varovalo, že miliony obyvatel země jsou na pokraji hladomoru. V srpnu 2024 podle UNICEF kvůli omezení přístupu humanitární pomoci vypukl hladomor v táboře Zamzam, který poskytoval útočiště více než 400 tisícům vysídlených osob v regionu Severní Dárfúr.

## Pozadí

### Občanské války a konflikt v Dárfúru
Súdán je historicky sužován řadou etnických konfliktů sahajících do dob kolonialismu. Od své nezávislosti z roku 1956 do roku 2005 byla země v téměř nepřetržité občanské válce mezi centrální vládou a jižním regionem země; než došlo k oddělení Jižního Súdánu. Po občanských válkách vypukl na západě země konflikt v Dárfúru, během kterého docházelo k válečným zločinům. Občanské války si vyžádaly 1,5 milionu lidských životů; konflikt v Dárfúru stál život 200 000 lidí a vysídlil 2 miliony dalších. Od své nezávislosti Súdán zažil nejméně patnáct státních převratů a po většinu času mu vládla armáda, spíše než volená vláda.
Islamistický prezident Súdánu Umar al-Bašír, který zemi vládl třicet let od roku 1989 do roku 2019, kdy byl v jiném vojenském převratu svržen, prosazoval právo šaría a utlačoval nearabské obyvatelstvo. Tlak vedl v roce 2003 k pokusu Súdánské osvobozenecké armády (SLA) a Hnutí pro spravedlnost a rovnost (JEM) o převrat, čehož Bašír využil pro vyslání vojsk do Dárfúru. Zde byly státem využity i nevládní arabské milice Džandžavíd. Společně se dopouštěli etnické čistky v Dárfúru. Dne 14. července 2008 žalobce Mezinárodního trestního soudu (ICC) Bašíra obvinil z válečných zločinů, genocidy a zločinů proti lidskosti spáchaných v provincii Dárfúr. 4. března 2009 vydal soud na prezidenta zatykač pro válečné zločiny a zločiny proti lidskosti.

### Svržení Bášíra a vojenské převraty
V roce 2013 Bašír oznámil, že milice Džandžavíd reorganizuje do nové státní ozbrojené složky Jednotek rychlé podpory. Jejich vůdcem zůstal Muhammad Hamdan Dagalo, známý pod jménem Hemedti. Jednotky rychlé podpory byly během let obviňovany z hromadného vraždění, znásilňování, mučení a etnických čistek nejméně tří etnik na západě Súdánu. Hemedti za své služby dostal od Bašíra práva na několik dolů na zlato, čímž si zajistil stálý příliv financí. V roce 2017 si Hemedti vymínil nezávislost na ostatních ozbrojených složkách státu. Bašír následně vysílal Jednotky rychlé podpory na potlačování lokálních povstání a také do bojů v jemenské občanské válce a druhé občanské válce v Libyi. V průběhu let Jednotky rychlé podpory navázaly spolupráci s paramilitantní ruskou Wagnerovou skupinou.
V prosinci 2018 vypukla protesty proti Bašírovi súdánská revoluce. Měsíce trvající protesty se Bašír snažil potlačit silou a zavedením represí. V dubnu 2019 ale súdánská armáda se zapojením Jednotek rychlé podpory odstavila Bašíra od moci. Tím začala vláda vojenské junty. Bašír byl uvězněn v Chartúmu, ale nebyl vydán k Mezinárodnímu trestnímu soudu. Obyvatelé Súdánu pokračovali v protestech požadujících předání vlády civilistům. V červnu 2019 se Jednotky rychlé podpory účastnily masakru v Chartúmu, během kterého bylo zabito kolem sta protestujících občanů a sedmdesát osob bylo znásilněno. V srpnu 2019, po intervenci Africké unie byla sjednána dohoda o vzniku přechodné vlády, ve které budou jak zástupci civilní správy, tak také armáda. Předsedou vlády byl jmenován politik Abdalla Hamdok a řádné volby se měly konat v roce 2023. V říjnu 2021 se ale moci ve vojenském převratu chopila súdánská armáda vedená generálem Abdelem Fattahem al-Burhanem.

## Průběh

### Bitva o Chartúm
Dne 15. dubna 2023 Jednotky rychlé podpory (RSF) napadly několik základen súdánské armády a vpadly do Chartúmu a na tamní letiště. RSF obsadily cesty a mosty u hlavního města a také státní televizní stanici Sudan TV. Druhého dne se súdánská armáda (SAF) seskupila k protiútoku, při kterém zpět dobyla letiště Merowe a budovu státní televize a rozhlasu. Vzdušný prostor nad Súdánem byl uzavřen pro civilní letadla a poskytovatel internetu MTN přerušil spojení. Do týdne byli téměř všichni občané Súdánu bez internetu kvůli útokům na elektrickou síť. Také například logistická firma Maersk pozastavila v Súdánu svou činnost. 
Hemedti se v prvních dnech války snažil zajmout nebo zabít al-Burhana, což se mu ale nepovedlo, ačkoliv obléhal chartúmské armádní velení. Hemedti v rozhovoru pro televizní stanici Al-Džazíra uvedl, že RSF musela zasáhnout, jelikož al-Burhan chystal návrat Bašíra k moci. Současně se obrátil na mezinárodní společenství o podporu, protože tvrdil, že bojuje s radikálními islamisty. V prvních týdnech byly boje velmi intenzivní. Děly se hlavně v Chartúmu a velkých městech. Válka rozproudila také nevraživost kmenů, které proti sobě bojovaly například ve státu Modrý Nil a v Dárfúru, například ve městě Geneina.
V květnu 2023 súdánská policie povolala do služby v Chartúmu rezervisty a tvrdila, že zatkla stovky členů RSF. Následně se súdánská armáda rozhodla proti pozicím RSF v Chartúmu nasadit dělostřelectvo a letecké bombardování. Došlo k značnému poškození infrastruktury, ale plán svůj účel nesplnil. V téže době al-Burhan oficiálně odvolal Hemedtiho coby svého zástupce v Přechodné radě a jmenoval za něj Malika Agara. Jelikož al-Burhan byl stále v obležení uvězněn v Chartúmu, vládu vedl de facto Agar.
V červnu pokračovaly pozemní boje v Chartúmu, včetně zapojení tanků. RSF dobyla několik význačných kulturních a vojenských objektů ve městě. V této době také bylo hlášeno, že obyvatelstvo je stiženo akutním hladem. Do bojů se zapojily také jednotky Súdánského lidově osvobozeneckého hnutí (SPLM-N), které vedl Abdelaziz al-Hilu. Hnutí historicky vzniklo z Súdánské lidově osvobozenecké armády. V červnu napadlo jednotky súdánské armády v regionech Jižní Kordofán a Modrý Nil, což vedlo k vysídlení desítek tisíc lidí. SPLM-N tvrdilo, že zasáhlo, aby chránilo místní lidi před útoky armády i RSF. Nebylo zřejmé, jestli SPLM-N a RSF spolupracují. SPLM-N následně pokračovalo ve výbojích v Jižním Kordofánu, kde dobylo několik základen armády. Brzy poté ale armáda spustila rozsáhlé bombardování a ostřelování dělostřelectvem, po kterých aktivita SPLM-N v podstatě utichla.
V červenci vyslala súdánská armáda jednotku na vyzvednutí uvězněného al-Burhana z vojenského velitelství. Jednotka ale byla přepadena a poražena RSF. Súdánská armáda v reakci zintenzivnila bombardování a ostřelování pozic RSF, což ale také vedlo k výraznějším civilním obětem při každém útoku. Ostřelování zintenzivnily i RSF, což rovněž přineslo další civilní ztráty. Silné boje pokračovaly i po celý srpen. 
Dne 24. srpna byl během vojenské operace súdánské armády vysvobozen al-Burhan z vojenského velitelství a převezen do Port Sudan, kde zasedala vláda. Al-Burhan následně odletěl do Egypta, kde se sešel s prezidentem Abd al-Fattáhem as-Sísím. Následně vyjednával podporu v Jižním Súdánu, Kataru, Eritrei, Turecku a v Ugandě. Vystoupil rovněž v New Yorku na Valném shromáždění OSN, kde požádal o to, aby mezinárodní společenství prohlásilo RSF za teroristické hnutí.
V říjnu se u súdánské armády v Chartúmu, kvůli obléhání RSF, projevil nedostatek zásobování. Mezitím RSF dobyly významnou jihovýchodní oblast města a během října měly pod kontrolou téměř celé město. Nicméně stále nedokázaly dobýt vojenské základny súdánské armády ve městě. RSF se následně snažily dobýt strategickou přehradu Jebel Aulia na Bílém Nilu u Chartúmu, jejíž zničení by vedlo k zaplavení Chartúmu. Po týdnu bojů RSF přehradu dobyly.
V únoru 2024 se súdánské armádě podařilo získat pozice ve městě Omdurmán u Chartúmu, čímž uvolnily desetiměsíční kompletní obležení hlavního města země. Pro súdánskou armádu to znamenalo první skutečný úspěch ofenzivy během války. V březnu armáda odvrátila pokus RSF o znovudobytí ztracené části Omdurmánu.
V září 2024 súdánská armáda zahájila ofenzívu do Chartúmu. Během ní dobyla několik zásadních mostů a přístupových cest. V říjnu došlo k rozsáhlému bombardování pozic nepřítele, a to oběma stranami. Ty si vyžádaly značné ztráty mezi civilisty.
V únoru RSF v keňském hlavním městě Nairobi vyhlásili vlastní vládu Súdánu.
V březnu 2025 súdánská armáda od RSF dobyla prezidentský palác v Chartúmu a brzy poté i celé hlavní město.

### Dárfúrská fronta

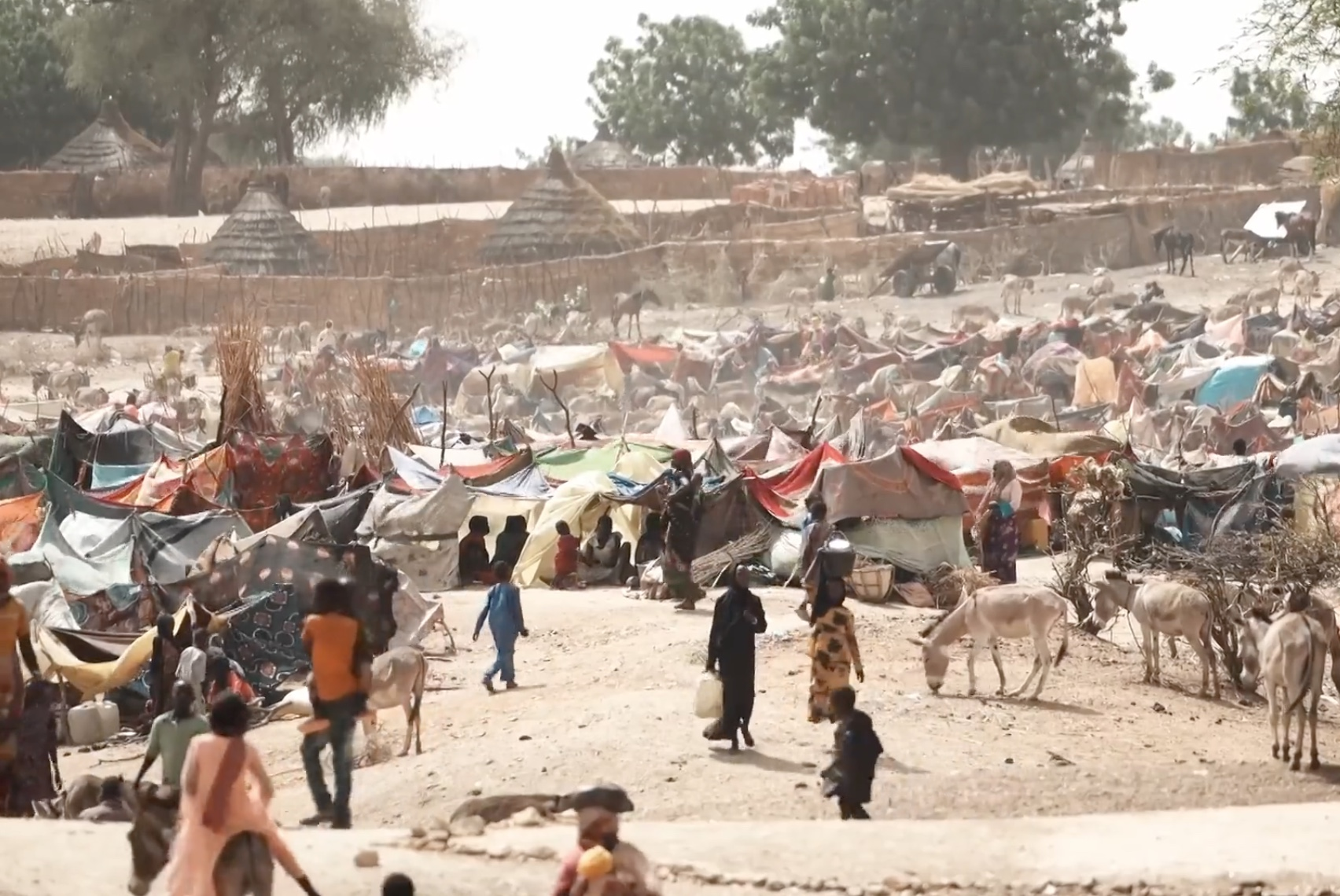
Uprchlický tábor Súdánců v Čadu, květen 2023

Celá válka byla do značné míry podpořena přistupováním různých skupin či kmenů ke stranám konfliktu. Například Súdánské hnutí za osvobození (SLM-T), jež vedl Mustafa Tambour a které působilo zejména v Dárfúru, se v srpnu 2023 přidalo na stranu súdánské armády. Naopak tamní povstalecká arabská skupina Tamazuj se přidala na stranu RSF. 
Obě strany se shodně obviňovaly z pokračování bojů i ničení civilních objektů včetně nemocnic nebo ambasád. Zabitých rychle přibývalo zejména ve městě Geneina, v Západním Dárfúru, kde arabské milice zpřátelené s RSF prováděly masakry na nearabském obyvatelstvu. Docházelo k masakrům etnika Masalitů. Dobové vyšetřování OSN v oblasti odhalilo řadu masových hrobů s pozůstatky Masalitů. Guvernér Západního Dárfúru Khamis Abakar byl v červnu uvězněn a zabit RSF poté, co je veřejně obvinil z páchání genocidy. RSF v srpnu tvrdily, že získaly plnou kontrolu nad regionem středního Dárfúru. Súdánská armáda následně spustila masivní bombardování oblasti, které vedlo ke smrti velkého počtu civilistů, zejména ve městě Nyala v Jižním Dárfúru. V následujících měsících pokračovaly přesuny vojsk s tím, že každá ze stran část Dárfúru dobyla a poté ztratila.
Na konci října 2023 RSF dobyly město Nyala v Jižním Dárfúru, které je čtvrtým největším v Súdánu. Po dobytí tohoto strategického města se RSF začaly soustředit na dobytí města Zalingei ve Středním Dárfúru. Súdánská armáda ze Zalingei utekla a nechala RSF město převzít bez boje. V hlavním městě Západního Dárfúru Geneina se kmenoví starší snažili vyjednat vzdání se jednotek súdánské armády, aby předešli krveprolití. Ti to odmítli. Civilisté poté masově utekli z oblasti do sousedního Čadu. Poté, co k súdánské armádě ve městě Geneina dorazily RSF, daly jednotkám ultimátum. Armáda následně utekla do Čadu a město převzaly RSF. Vojáci, kteří zůstali v boji byli zajati RSF a následně využiti k propagandě v televizním vysílání. V listopadu spáchaly RSF a Džandžavídi masakr na Masalitech (podle zpráv 800 až 1300 zabitých osob) ve městě Ardamata v blízkosti dobytého Geneina. RSF následně dobyly město Umm Keddada v Severním Dárfúru. A stále během listopadu padlo také hlavní město Východního Dárfúru Ed Daein. Kvůli dominanci RSF v Dárfúru se do války v listopadu zapojily také povstalecké skupiny Súdánské hnutí za osvobození (SLM-M) pod vedením Minni Minnawiho a Hnutí za spravedlnost a rovnost (JEM). 
V dubnu 2024 RSF obléhaly město Al-Fášir, hlavní město Severního Dárfúru. Během bitvy se do války zapojily Společné ochranné síly v Dárfúru, které se spojily se súdánskou armádou. Útok RSF na Al-Fášir odebral síly súdánské armádě, která ve stejnou dobu chystala ofenzivy v Chartúmu a ve Wad Madani. V následujících měsících pokračovaly boje v oblasti. V červnu SAF zabila Aliho Yaqouba Gibrila, lokálního velitele RSF, který byl již v květnu zařazen na sankční seznam USA. V září 2024 RSF udělaly zásadní průlom a SAF byla postupně vytlačována z města.

### Bitva o Wad Madani a boje v Kordofánu
V prosinci při svém postupu Súdánem vstoupily RSF poprvé do středovýchodního státu Al Qadarif a také do sousedního státu Džazíra. Ve státě Džazíra v prosinci svedly bitvu o hlavní město Wad Madani. Po tlaku RSF se súdánská armáda z města stáhla a RSF ho dobyla spolu s dalšími městy v oblasti. Ztráta Wad Madani byla chápána jako drtivá porážka súdánské armády, která zpřístupnila značnou část Súdánu jednotkám RSF. RSF následně pokračovaly v tažení do jihovýchodního státu Sennar a naopak do severního státu Řeky Nilu. 
V složité situaci konce roku súdánská vláda vyzvala civilní obyvatelstvo k mobilizaci. Al-Burhan armádě slíbil, že vyzbrojí civilní milice, které pomohou vojákům porazit RSF a kolonialisty (kterými pravděpodobně myslel SAE podporující RSF).
Na začátku roku 2024 vedly RSF ofenzivu v pohoří Núba v Jižním Kordofánu. RSF následně zaútočily na město Dalang, kde byla súdánská armáda. V téže době na město zaútočily i jednotky SPLM-N, které vedl al-Hilu. Jednotky SPLM-N útočily na RSF a pomohly je vyhnat z města. Vytlačené jednotky RSF následně obsadily město Muglad v Západním Kordofánu. Tento stát byl do této doby ušetřen bojů díky dohodě, kterou vyjednali místní starší kmene Messiria. Boje pokračovaly také v oblasti Džazíra. V lednu zde RSF vstoupily do města Babanusa.
Během jara se súdánská armáda a JEM spojily ve městě El-Gadarif, aby se připravily na pokus o znovudobytí Wad Madani. Boje začaly v dubnu.
V červnu 2024 RSF dobyly hlavní město Západního Kordofánu Al-Fulah. Babanusa tak zůstalo posledním městem Kordofánu, ve kterém ještě byly přítomny jednotky súdánské armády.
Ve státě Sennar RSF dobyly město Singa, čímž ovládly jižní část státu. Na začátku srpna RSF zaútočily na stát Modrý Nil. V srpnu také RSF spáchaly masakr ve městě Galgani, při kterém zabili 108 osob (včetně 24 žen). V listopadu 2024 súdánská armáda uvedla, že znovudobyla město Singa ve státě Sennar.
V jihovýchodním státě Džazíra od října do prosince 2024 RSF prováděly rozsáhlé masakry obyvatelstva, ve kterých podle zdrojů byly zabity jednotky tisíc lidí a další zraněni. V lednu 2025 súdánská armáda dobyla Wad Madani, hlavní město státu Džazíra.
V květnu 2025 RSF zahájily novou ofenzívu v Západním Kordofánu a dobyly město Nahúd. O pár dní později RSF provedly první dronový nálet na Port Súdán.

## Vyjednávání o příměří
V květnu zasedla Rada pro lidská práva OSN a usnesla se na zvýšeném monitoringu porušování lidských práv. Dne 6. května zástupci obou znesvářených armád se poprvé sešli na diplomatické úrovni ve městě Džidda v Saúdské Arábii. Po vyjednávání se Saúdskou Arábií a Spojenými státy americkými podepsaly obě strany 20. května tzv. Dohodu z Džiddy. V té se zavázali k umožnění bezpečného odchodu civilistů z válečné zóny, ochraně humanitárních pracovníků a nepoužívání civilistů coby živých štítů. Nicméně dohoda nepojednávala o příměří a tak boje pokračovaly.
Pokusy jiných národů a mezinárodních organizací od neúspěchu Dohody z Džiddy vyjednat příměří byly z velké míry neúčinné. Pokud už se dosáhlo dohody o dočasném příměří, byly velmi rychle porušeny. V říjnu 2023 se však zástupci RSF a súdánské armády znovu sešli v Džiddě. Jednání ovšem bylo katastrofou, jelikož žádná strana nechtěla v žádném bodě ustoupit. Nicméně se dohodli alespoň na otevření distribuce humanitární pomoci. Na začátku prosince 2023 byla jednání o příměří přerušena na neurčito.
V prosinci 2023 uspořádal východoafrický Mezivládní úřad pro rozvoj mírový summit. Summit skončil neúspěchem poté, co zástupce súdánské armády obvinil keňského prezidenta Williama Ruta z podpory RSF. Nicméně obě strany přislíbily, že jsou ochotny v budoucnu podpořit vyjednávání přímo mezi al-Burhanem a Hemedtim. Ti se následně shodli, že se sejdou 28. prosince 2023. Nicméně den předtím Hemedti schůzku odvolal.
Místo vyjednávání se Hemedti vydal na diplomatické turné. Sešel se například s prezidentem Rwandy Paulem Kagamem. V Addis Abebě se sešel s bývalým předsedou vlády Súdánu Abdallem Hamdokem. Podle komentátorů bylo cílem Hemedtiho turné vykreslit sebe coby lídra Súdánu a zlepšit svůj obraz po válečných zločinech RSF a po medializovaném rabování RSF ve městě Wad Madani. 
V lednu 2024 Mezivládní úřad pro rozvoj oba lídry pozval na jednání. Hemedti souhlasil, ale al-Burhan tentokrát odmítl. Súdánská vláda následně přerušila své styky s Mezivládním úřadem pro rozvoj, což byl konec angažovanosti úřadu v řešení tohoto konfliktu.
V březnu 2024 Rada bezpečnosti OSN přijala rezoluci, kterou vyzvala k okamžitému zastavení nepřátelských akcí v Súdánu během muslimského svatého měsíce ramadánu a všechny válčící strany, aby hledaly udržitelné řešení konfliktu prostřednictvím dialogu. Byla přijata 14 hlasy pro, přičemž Rusko se zdrželo. V polovině června 2024 Rada bezpečnosti OSN přijala rezoluci, kterou požadovala, aby RSF zastavily obléhání al-Fáširu, hlavního města státu Severní Dárfúr, a dále vyzvala k okamžitému zastavení bojů a deeskalaci konfliktu v regionu Dárfúru.
V polovině srpna se konaly mírové rozhovory ve švýcarské Ženevě, které svolaly Spojené státy americké. Diplomatického jednání se ale odmítla zúčastnit súdánská armáda, která uvedla, že RSF nedodržely ujednání z Džiddy. Delegace RSF sice do Ženevy přiletěla, ale samotných jednání se také nezúčastnila. Hlavním zprostředkovatelem byl americký diplomat Tom Perriello. Jednání se zúčastnily delegace států USA, Spojených arabských emirátů, Saúdské Arábie a Egypta a mezinárodních organizací Africká unie a OSN. Jednání o příměří skončilo neúspěšně, nicméně se podařilo vyjednat zpřístupnění koridorů pro přesun humanitární pomoci do nejvíce zasažených regionů Súdánu.

## Humanitární krize
Válka vysídlila přes sedm milionů osob, které zakládaly uprchlické tábory v klidnějších oblastech. Přes dva miliony obyvatel uprchlo do sousedních zemí (např. do Čadu). Podle OSN bylo v lednu 2025 již přes 11 milionů obyvatel vnitřně vysídleno.
V dubnu 2024 francouzský prezident Emmanuel Macron hostil konferenci, na které se lídři různých zemí světa rozhodli „mobilizovat více než dvě miliardy eur“ na pomoc civilistům v Súdánu. Súdánská válka vedla k rozsáhlé humanitární krizi. Asi polovina populace Súdánu – 25 milionů lidí – potřebovalo v červnu 2024 humanitární pomoc. Odhadovalo se, že bez pomoci zemře nejspíš dva a půl milionu lidí hladem, zatímco 18 milionů už reálně čelilo akutnímu nedostatku potravin. Z toho akutní podvýživou trpěly čtyři miliony dětí.
Několik mezinárodních organizací v květnu 2024 varovalo, že miliony obyvatel země jsou na pokraji hladomoru. V srpnu 2024 podle UNICEF kvůli omezení přístupu humanitární pomoci vypukl hladomor v táboře Zamzam, který poskytoval útočiště více než 400 tisícům vysídlených osob v regionu Severní Dárfúr.
Mezi dubnem 2023 a červnem 2024 ošetřili Lékaři bez hranic v podporovaných nemocnicích 11 985 zraněných osob (v důsledku války). Mezi další problémy Lékaři bez hranic řadili rozmach podvýživy, způsobený nedostatkem potravin a jejich zdražováním. Od vypuknutí války do června 2024 v Súdánu ošetřili 34 751 dětí trpících akutní podvýživou. Boje současně vyřadily z provozu 80 % zdravotnických zařízení.
V srpnu 2024 Úřad pro koordinaci humanitárních záležitostí (UNOCHA) informoval, že do Súdánu z Čadu dorazil konvoj 130 kamionů s humanitární pomocí. Pomoc byla směřována zejména do regionu Západního Dárfúru. Konvoj byl zdržen na hranicích, jelikož se súdánská armáda bála rozkradení pomoci na území Dárfúru. po mírových rozhovorech v Ženevě se ale obě strany konfliktu domluvily na zajištění bezpečné cesty konvoje po území Súdánu. Přísun pomoci měl na starosti Světový potravinový program OSN (WFP). Jenže se objevila obvinění, že jeho pracovníci spolupracovlai se SAF a některé zásoby zmizely. WFP vyšetřovala své dva vrcholné představitele v Súdánu. Čelili nařčení z podvodu a zatajování informací před dárci o dodávání potravinové pomoci civilistům. Šlo o zástupce ředitele WFP v Súdánu Khalida Omana a oblastního manažera WFP Mohammeda Aliho, který měl být mimo jiné zapleten do zmizení 200 tisíc litrů paliva. Největší donor pomoci, americká vládní agentura USAID, nechal obvinění také prošetřit.
Humanitární krizi prohlubovalo také intenzivní letní období dešťů, které zásadně zasáhlo přes 300 000 lidí, přičemž přes 100 000 lidí muselo opustit svůj domov. V srpnu 2024 se kvůli dešťům protrhla přehrada Arbaat, která leží 40 km od města Port Súdán, ve kterém byla přesídlena súdánská vláda. Přehrada byla hlavním zdrojem pitné vody v regionu. Při přetržení byly zaplaveny desítky vesnic, čímž přišlo o střechu nad hlavou tisíce lidí a desítky osob přišlo o život.
V září 2024 Světová zdravotnická organizace (WHO) uvedla, že v Súdánu je již hlad „téměř všude“. Celkový počet vysídlených osob (v době války, ale i z doby před válkou) se v této době zvýšil na 12 milionů osob a byl tím nejrozsáhlejší na světě.
Hladomor se k lednu 2025 podle OSN rozšířil na minimálně pět oblastí (hlavně uprchlické tábory Zamzam, Al Salam a Abu Shouk). Kolem 90 % uprchlíků nemělo mít prostředky nebo přístup k dostatku potravy.

## Válečné zločiny a zločiny proti lidskosti
V září 2024 vydala Nezávislá mezinárodní vyšetřovací mise OSN zprávu o situaci v Súdánu. Podle zprávy byli jak súdánské ozbrojené síly (SAF), tak Jednotky rychlé podpory (RSF), jakož i jejich příslušní spojenci, shledáni odpovědnými za rozsáhlé porušování práva, včetně necílených a přímých útoků prováděných prostřednictvím náletů a ostřelování civilistů, škol, nemocnic, komunikační sítě a životně důležitých dodávek vody a elektřiny. Válčící strany se také zaměřovaly na civilisty, a to také prostřednictvím znásilňování a jiných forem sexuálního násilí, svévolného zatýkání a zadržování, stejně jako mučení a špatného zacházení. Zpráva také uvádí, že existují důvody se domnívat, že RSF a její spojenecké milice spáchaly další válečné zločiny znásilnění, sexuálního otroctví a drancování, stejně jako nařídily vysídlení civilního obyvatelstva a vojenský nábor dětí mladších 15 let. Dalším zločinem je masakr nearabských etnik (zejména Masalitů) v Dárfúru.
V lednu 2025 uvedl americký ministr zahraničních věcí Antony Blinken, že RSF spáchaly během války genocidu. Řekl: „RSF pokračovaly v přímých útocích proti civilistům a systematicky vraždili muže a chlapce – dokonce i nemluvňata – na etnickém základě a záměrně se zaměřovaly na ženy a dívky z určitých etnických skupin ke znásilňování a jiným formým brutálního sexuálního násilí“. Blinken již dříve pronesl, že RSF páchaly zločiny proti lidskosti a etnické čistky. Na velitele RSF, Hemedtiho, uvalily USA sankce. Ten to zkritizoval jako „dvojitý metr a neschopnost USA řešit súdánskou krizi“.
V březnu 2025 zažaloval Súdán u Mezinárodního soudního dvora Spojené arabské emiráty ze spoluviny na genocidě Masalitů z důvodu vojenské, ekonomické a politické podpory Jednotek rychlé podpory.
Organizace spojených národů v červnu 2025 uvedla, že riziko propuknutí genocidy je v Súdánu velmi vysoké. Podle OSN se obě strany konfliktu dopustily závažných porušení lidských práv. Útoky RSF mají také etnický podtext a jsou zaměřeny v Dárfúru a Kordofánu na příslušníky etnik Masalitů, Fúrů a Zaghávů.

## Podporovatelé
V květnu 2024 bylo reportováno, že Rusko podepsalo zbrojní kontrakty pro súdánskou armádu (SAF), zatímco prostřednictvím své Wagnerovy skupiny dodávalo zbraně pro Jednotky rychlé podpory (RSF). Wagnerova skupina také měla zprostředkovávat dodávky zbraní pro RSF ze Spojených arabských emirátů. Wagnerova skupina zmíněnou roli ale popírala. Podle analytiků chtělo Rusko vyplnit mocenské vakuum v regionu a také bojovat proti Ukrajině, která měla na straně súdánské armády nasazeny nižší stovky vojáků. Za Rusko se súdánskou armádou několikrát jednal ruský diplomat Michail Bogdanov. Dodávky zbraní, ale i paliva, měl se súdánskou vládou dojednávat také ruský velvyslanec v Súdánu Andrej Černovol. Rusko tak hledalo odbyt po zavedení embarga v Evropské unii v roce 2023. Rusko se také mělo zapojit do neoficiální těžby súdánského zlata a do jeho vývozu.